# Пистолет Прилуцкого
Пистолет Прилуцкого — самозарядный пистолет, разработанный оружейником Сергеем Александровичем Прилуцким в 1914 году и в дальнейшем подвергшийся модернизации в 1927 и 1930 годах.

## История
В 1911 году С. А. Прилуцкий представил проект пистолета под патрон 9×20 мм SR Browning Long и получил 200 рублей на изготовление опытного образца. В 1913 году первый пистолет (изготовленный на основе конструкции бельгийского пистолета Browning M1903) был представлен в Главное артиллерийское управление. В 1914 году Прилуцкий изготовил второй образец, но начавшаяся первая мировая война помешала доработке пистолета.
Модель 1914 года работала по принципу свободного затвора. УСМ одинарного типа, с курком. Неавтоматический предохранитель размещался на левой стороне рамки. Прицел открытый, нерегулируемый. Боепитание осуществлялось из однорядного отъёмного магазина коробчатого типа, с емкостью в 9 патронов. Защелка магазина располагалась на самом магазине, что весьма необычно. Экстрактор и целик были совмещены и являлись одной деталью. Пластинчатая пружина экстрактора перекрывала прорез целика, таким образом играя роль индикатора наличия патрона в патроннике. Недостатками были сложность неполной разборки и тенденция пистолета к выбрасыванию стреляных гильз в сторону стрелка.
После окончания гражданской войны Прилуцкий продолжил разработку пистолета своей конструкции и в 1924 году предложил модификацию пистолета обр. 1914 года, которая впоследствии получила название пистолета Прилуцкого обр. 1927 года калибра 7,65 мм. Конструктивно она была схожа с моделью 1914 года. Пистолет отличался простотой конструкции (всего 31 деталь, что меньше, чем у ТТ, механизм которого состоит из 45 деталей), кучностью и надежностью. По итогам испытаний в 1928 году промышленность получила заказ на установочную партию из 500 пистолетов Прилуцкого калибра 7,65 мм.
Но 31 июля 1928 г. штаб РККА утвердил в качестве основного более мощный маузеровский патрон 7,63 мм Mauser (позже стандартизированный как 7,62 х 25 мм ТТ).
К 1929 году С. А. Прилуцкий доработал свой пистолет, переделав его под патрон 7,62×25 мм ТТ и подогнал его под требования, представленные военными. Был уменьшен до 8 патронов магазин. Неавтоматический предохранитель заменен автоматическим, не допускающим выстрела при не полностью закрытом затворе и при не полностью выжатом спусковом крючке. Схема со свободным затвором была модифицирована введением замедлителя открывания затвора (то есть стала полусвободной). Несмотря на это, комиссия всё же предпочла принять пистолет ТТ как более надежный.

## TTX
Основные характеристики пистолета Прилуцкого 1914 года.
- Калибр: 9 мм
- Общая длина: 190 мм
- Длина ствола: 120 мм
- Масса: 800 грамм
- Емкость магазина: 9 патронов.